# Svalberga
Svalberga (finska: Pääskyvuori) är en stadsdel i Åbo i Finland, belägen cirka fyra kilometer öster om stadens centrum. I stadsdelen finns en kulle med samma namn, vars höjd är 60,7 meter över havet. Svalberga gränsar i väster till bäcken Jahndiket, som flyter längs områdets västra sida hela dess längd.
År 2016 var invånarantalet i Svalberga 4 147 invånare. Av befolkningen var 17,3 % under 15 år och 21,4 % över 65 år. Finska var modersmål för 86,8 % av invånarna, och svenska talades av 2,9 %. Övriga språk utgjorde 10,3 % av befolkningen.
I området ligger radhus, egnahemshus och låga flerfamiljshus tätt intill varandra. Höga bostadshus har däremot byggts något avskilt från övrig bebyggelse i Svalbergas västra delar och på kullen.
Ett landmärke i Svalberga är det 134,6 meter höga Svalbergas länktorn, färdigställd 1964. Länktornet är Finlands näst högsta TV-torn efter tornet i Böle i Helsingfors. I området fanns också Svalberga kasern, som förutom kasernbyggnader inkluderade ett tunnelsystem insprängt i berget. Efter att Försvarsmakten lämnade området har det använts som arbetslokaler för konstnärer. Ett nytt bostadsområde har byggts på kasernområdet.